# Hohenbergia caymanensis
Hohenbergia caymanensis är en gräsväxtart som beskrevs av Nathaniel Lord Britton och Lyman Bradford Smith. Hohenbergia caymanensis ingår i släktet Hohenbergia och familjen Bromeliaceae. Inga underarter finns listade i Catalogue of Life.